# Choi Kang-hee (Schauspielerin)

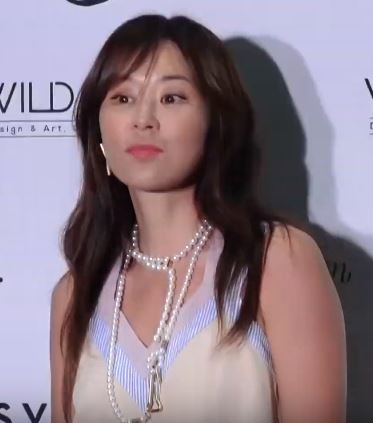
Choi Kang-hee, 2019

Choi Kang-hee (* 5. Mai 1977) ist eine südkoreanische Schauspielerin. Die machte ihr Schauspieldebüt in dem Horrorfilm Whispering Corridors. 2006 spielte Choi die Hauptrolle in dem Überraschungserfolg My Scary Girl und wurde für den Blue Dragon Award nominiert.
Neben ihren Film- und Fernsehrollen war Choi Moderatorin bei KBS Cool FM. Außerdem hat sie ihre eigene Kleidungsmarke, nowhere333.

## Filmografie (Auswahl)
- 1998: Whispering Corridors (여고괴담, Yeogogoedam)
- 2000: Happy Funeral Director
- 2001: Wani-wa Junha (와니와 준하)
- 2002: Yellow Flower
- 2006: My Scary Girl
- 2007: Attack on the Pin-Up Boys
- 2007: My Love
- 2009: Goodbye Mom
- 2010: Bestseller
- 2010: Petty Romance
- 2013: Happiness for Sale